# Kellie Pickler
Kellie Dawn Pickler (Albermarle, Carolina do Norte, 28 de Junho de 1986) é uma cantora e compositora estadunidense de música country e personalidade televisiva que terminou na sexta colocação do reality show  Norte-Americano American Idol.
Depois do programa, Kellie assinou contrato com a BNA Records, afiliada da RCA Records e da Sony BMG; em conjunção com a gravadora do criador das séries "American Idol", Simon Fuller. O seu single de estréia, "Red High Heels" foi lançado em 25 de Setembro e alcançou a #15 posição no Billboard Hot Country Songs de 2006. Seu primeiro álbum, Small Town Girl, foi lançado no dia 31 de Outubro de 2006, alcançou o topo da parada country americana Billboard Hot Country Álbuns e todos os seus singles entraram para o Top 20 da Billboard Top Country Songs. Em 2008, Pickler lançou seu segundo álbum de estúdio, intitulado apenas Kellie Pickler, onde mais uma vez alcançou o topo das paradas country e lhe rendeu os country-hits "Didn't You Know How Much I Loved You", "Don't You Know You're Beautiful" e seu primeiro Top 10 "Best Days of Your Life".

## Biografia

### Antes da Fama
Pickler nasceu no Stanly Memorial Hospital em Albemarle, North Carolina. Filha de Cynthia Morton e Clyde "Bo" Pickler, Jr foi deixada aos 2 anos pela mãe com seus avós.
Pickler foi criada pelos seus avós, Clyde Pickler Sr. e Faye Pickler. Depois da morte de sua avó, Kellie continuou morando com seu avô e com seu irmão Eric até se tornar uma participante no American Idol. Em 2004 se formou no North Stanly High School em New London, Carolina do Norte onde foi líder de torcida e dançarina além de apresentar a canção "On the Side of Angels" da cantora LeAnn Rimes na comemoração de sua formatura em 2004.
A cantora também trabalhou como garçonete em uma das franquias da Sonic Drive In e em 2005 e apareceu no Gimme the Mike! da WSOC-TV do mesmo ano, participou do circuito do "Miss America",  venceu o concurso "Miss Stanly County" aos 17 anos e competiu para "Miss North Carolina" 2004 com o objetivo de ganhar uma bolsa de estudos no Stanly Community College's School of Cosmetology para aperfeiçoar o seu potencial.

### American Idol
Aos 19 anos, participou da audição do reality show American Idol de 2005 em Greensboro, Carolina do Norte, cantando"Since U Been Gone" da Kelly Clarkson e "A Broken Wing" da Martina McBride. Pickler conseguiu entrar no programa, e em 9 de Março de 2005 foi escolhida como uma das finalistas do show.
Pickler foi uma das cantoras preferidas do juiz Simon Cowell, em vez alegando que Kellie seria uma das 3 finalistas e também que a preferia do que a vencedora do American Idol anterior, Carrie Underwood. Reconhecida pela sua personalidade forte e pelo seu charme sulista, ganhou a simpatia das pessoas ao falar de seus falsos cílios, comparando-os com tarântulas. Foi também comparada com a Pop/Country Star Jessica Simpson em 27 de Março na Revista Us Weekly. Pickler tem como sua maior inspiração na música a cantora ícone country Dolly Parton, com quem já foi comparada diversas vezes graças ao seu tom de voz e humor.

#### Performances
- Audição: Since U Been Gone (Kelly Clarkson) e A Broken Wing (Martina McBride)
- Top 24: How Far (Martina McBride)
- Top 20: Something To Talk About (Bonnie Raitt)
- Top 16: I'm The Only One (Melissa Etheridge)
- Top 12: Blame It On The Sun (Stevie Wonder)
- Top 11: Walkin' After Midnight (Patsy Cline)
- Top 10: Suds In The Bucket (Sara Evans)
- Top 09: Fancy (Reba McEntire)
- Top 08: Bohemian Rhapsody (Queen)
- Top 07: Bewitched, Bothered And Bewildered (Rod Stewart)
- Top 06: Unchained Melody (The Righteous Brothers - LeAnn Rimes Version) (Eliminada)

### Pós-Idol
Depois de sua eliminação na quinta edição do American Idol em 6° Lugar, Pickler aparece em vários shows promovendo o programa, falou também sobre sua eliminação e planos futuros. Em 6 de Maio de 2006 Pickler retornou para Albermarle para uma reunião com seu pai, recebeu entre outras várias homenagens a chave da cidade, o prefeito proclamou 6 de Maio como "Kellie Pickler Day"  entre vários prêmios locais. O seu envolvimento com o show da Fox trouxe para Albermarle um grande crescimento econômico.
Em 17 de Julho de 2006, Kellie assinou um contrato com a gravadora BNA Records, fazendo o anúncio oficial no programa The View. Fez parte do American Idol Pop Tarts e se apresentou por 3 meses em várias cidades. Durante esse período, Pickler trabalhou em seu álbum de estréia em colaboração com grandes nomes do segmento country. Pickler atualmente tem 2 álbuns lançados, "Small Town Girl" e "Kellie Pickler", além de ter se tornado uma bem sucedida cantora no cenário country americano.
Em 15 de Junho de 2010, Kellie ficou noiva do compositor americano Kyle Jacobs após 2 anos de namoro. Jacobs já compôs músicas para nomes como Tim McGraw e Garth Brooks, além de participar da composição das músicas "One Last Time" e "Going Out in Style", presentes no segundo álbum de estúdio da cantora.

## Discografia

### Álbuns
| Ano  | Álbum           | Posições em Charts     | Posições em Charts | Posições em Charts | Posições em Charts  | RIAA |
| Ano  | Álbum           | EUA Top Country Álbuns | EUA                | Canadá Country     | Canadá Álbuns Chart | RIAA |
| ---- | --------------- | ---------------------- | ------------------ | ------------------ | ------------------- | ---- |
| 2006 | Small Town Girl | 1                      | 9                  | 12                 | —                   | Gold |
| 2008 | Kellie Pickler  | 1                      | 9                  | 4                  | 67                  | —    |
| 2012 | 100 Proof       | 2                      | 7                  |                    |                     | —    |

### Singles
| Ano  | Single                                 | Posição     | Posição | Posição     | Posição        | RIAA     | Álbum           |
| Ano  | Single                                 | EUA Country | EUA     | CAN Country | Canadá Hot 100 | RIAA     | Álbum           |
| ---- | -------------------------------------- | ----------- | ------- | ----------- | -------------- | -------- | --------------- |
| 2006 | "Red High Heels"[A]                    | 15          | 64      | 31          | —              | Gold     | Small Town Girl |
| 2007 | "I Wonder"                             | 14          | 75      | —           | —              | —        | Small Town Girl |
| 2007 | "Things That Never Cross a Man's Mind" | 16          | 96      | 33          | —              | —        | Small Town Girl |
| 2008 | "Don't You Know You're Beautiful"      | 21          | 103     | 33          | —              | —        | Kellie Pickler  |
| 2008 | "Best Days of Your Life"               | 9           | 46      | 23          | 99             | Platinum | Kellie Pickler  |
| 2009 | "Didn't You Know How Much I Loved You" | 14          | 97      | 49          | —              | —        | Kellie Pickler  |
| 2010 | "Makin' Me Fall in Love Again"         | 30          | —       | —           | —              | —        | Kellie Pickler  |
| 2012 | "Tough"                                | 30          | —       | —           | —              | —        | 100 Proof       |

Notas
- A^ "Red High Heels" também alcançou a posição #69 no EUA Billboard Pop 100.
- B^ Single Atual.

### Outras Musicas
| Ano  | Single       | US Country | Álbum                            |
| ---- | ------------ | ---------- | -------------------------------- |
| 2007 | "Santa Baby" | 33         | Hear Something Country Christmas |

## Prêmios
| Ano  | Premiação                                     | Prêmio                                                                                     | Resultado |
| ---- | --------------------------------------------- | ------------------------------------------------------------------------------------------ | --------- |
| 2010 | Sociedade Americana de Compositores e Autores | Prêmio de Compositora por "Best Days of Your Life" (música country mais performada do ano) | Ganhou    |
| 2010 | CMT Music Awards                              | Vídeo Feminino do Ano: "Didn't You Know How Much I Loved You"                              | Nomeada   |
| 2010 | CMT Music Awards                              | Colaboração do Ano: "Best Days of Your Life" (com Taylor Swift)                            | Nomeada   |
| 2009 | CMT Music Awards                              | Vídeo Feminino do Ano: "Don't You Know You're Beautiful"                                   | Nomeada   |
| 2008 | CMT Music Awards                              | Vídeo do Ano: "I Wonder"                                                                   | Ganhou    |
| 2008 | CMT Music Awards                              | Vídeo Emocional do Ano: "I Wonder"                                                         | Ganhou    |
| 2008 | CMT Music Awards                              | Performance do Ano: "I Wonder no CMA Awards"                                               | Ganhou    |
| 2008 | Prêmios da Academia de Música Country         | Nova Vocalista Feminina do Ano                                                             | Nomeada   |
| 2008 | Prêmios da Associação de Música Country       | Nova Artista do Ano                                                                        | Nomeada   |
| 2008 | Sociedade Americana de Compositores e Autores | Prêmio de Compositora por "I Wonder" (música country mais performada do ano)               | Ganhou    |
| 2007 | CMT Music Awards                              | Video do Ano: "Red High Heels"                                                             | Nomeada   |
| 2007 | Academia de Música Country                    | Nova Vocalista Feminina do Ano                                                             | Nomeada   |
| 2007 | Prêmios da Associação de Música Country       | Horizon Award                                                                              | Nomeada   |
| 2007 | Sociedade Americana de Compositores e Autores | Prêmio de Autora por "Red High Heels" (música country mais performada do ano)              | Ganhou    |

## Turnês
- Still Feels Good Tour, 2007 (com Rascal Flatts)
- Bonfires & Amplifiers Tour, 2007 - 2008 (com Brad Paisley)
- Live on the Inside Tour, 2008 (com Sugarland)
- Fearless Tour, 2009 - 2010 (com Taylor Swift)
- Nothing Like This Tour (2010) (com Rascal Flatts)